# Первомайский (Октябрьский район, Ростовская область)
Первомайский — хутор в Октябрьском районе Ростовской области.
Входит в состав Краснолучского сельского поселения.

## География
Хутор находится на высоте 98 м над уровнем моря.

### Улицы
В хуторе есть улицы: Дружбы, Кулакова, Ленина, Молодёжная, Садовая, Солнечная, Центральная и Школьная.

## Население
| 2010 |
| ---- |
| 201  |